# 20060 Johannforster
20060 Johannforster là một tiểu hành tinh vành đai chính với chu kỳ quỹ đạo là 1960.7627411 ngày (5.37 năm).
Nó được phát hiện ngày 15 tháng 8 năm 1993.